# 私立探偵マグナム (リブート版)
『私立探偵マグナム』（しりつたんていマグナム、Magnum P.I.）は2018年からアメリカ合衆国のCBSで放映が始まり、その後NBCで放映されているテレビドラマシリーズ。
1980年から8シーズンが放映された同名タイトルの人気テレビドラマシリーズをリメイクした作品で、ハワイのオアフ島を舞台に私立探偵トーマス・マグナムが仲間の協力を得ながら難事件を解決する。
タイトルはオリジナルシリーズの"Magnuｍ, P.I."から「, 」(コンマ)を取り除き、"Magnum P.I.” となった。タイトルをウェブ検索する際、途中にコンマがあるとそこでタイトルが区切られてしまい検索に支障が出るだろうという、1980年代には考えられなかった理由からである。
時代背景は現代に合わせてあり、トム・セレックが演じたオリジナル版トーマス・マグナムはベトナム戦争の帰還兵だったが、リブート版ではイラクやアフガニスタンに派兵された元ネイビーシールズ隊員という設定となっている。
主要な登場人物はオリジナルシリーズを受け継いでおり、マグナム、ヒギンズ、リック、T.C.ら主要キャラクターをはじめ、カツモト刑事、探偵のルーサー、情報屋アイスピックなどが再び登場する。
最も大きく改変されたのはヒギンズの人物像で、オリジナル版では元英国陸軍将校の初老の紳士であったジョナサン・ヒギンズは、ジュリエット・ヒギンズという若い女性に変えられた。英国諜報機関出身の彼女はあらゆる能力に長けており、マグナムと男女のロマンスを軽く漂わせながら同等の活躍を見せる。
オリジナルシリーズでは謎の大富豪ロビン・マスターズとヒギンズが同一人物であるような演出があったが、今回のマスターズはマグナムやヒギンズらの友人という設定で特に謎めいた人物ではない。
もう一つ大きな違いは、マグナムのトレードマークの口髭が無くなった点である。ジェイ・ヘルナンデスが出演依頼を受けたときの最初の質問は「口髭は必要か？」だったそうである。

## 登場人物
トーマス・サリヴァン・マグナム 4世（Thomas  Sullivan Magnum Ⅳ）
演 - ジェイ・ヘルナンデス　吹替 - 坂詰貴之
探偵調査員。
アメリカ海軍シールズの元隊員（階級は大尉）で、仲間のリック、T.C.、ヌーゾはアフガニスタンで生死を共にした戦友である。4人は軍事作戦で向かったコレンガル渓谷でタリバンに拘束され、脱出するまでの18ヶ月と11日間を捕虜収容所に監禁されたが、その過酷な時間は彼らの絆をより深めることになった。
退役後は皆でハワイに住むことになり、マグナムはかつて戦場で知り合った従軍記者のロビン・マスターズが所有するゲストハウスに招かれた。
屋敷のセキュリティコンサルタントを任された彼だったがただで居候生活するのも心苦しくなり、マスターズから借りているフェラーリの燃料代にでもなればと、持ち前の行動力と鋭い勘を活かして私設の探偵業を始めたのだった。
子供の頃、隣の家に住んでいた私立探偵の手伝いをしたことがありこの仕事には憧れがあった。調査依頼はペット探しや浮気調査などの簡単なものから強盗、誘拐、殺人など多種多様。国際的スパイのような大掛かりな事件に巻き込まれることもある。収入を得ようと始めた仕事だが、困り果てた依頼人の情に流されただ働きになることも少なくない。
デトロイト出身、バージニア州育ち。父も祖父も海軍士官で、戦闘機のパイロットだった父親はトーマスが小学生のときベトナム戦争で戦死した。母親はマグナムがアフガンに派兵中、捕虜になっているときに病気で亡くなっている。
愛用の拳銃はSTI COSTAキャリーコンプ。普段はフェラーリのインナードアポケットに収納している。まるで愛車のように乗り回しているこの車はロビン・マスターズ所有の借り物である。
好きな野球チームはデトロイトタイガース。好きなビールはクープスとオールドデュッセルドルフ。たまにスコッチオンザロックも嗜む。オペラや絵画など芸術的ジャンルは苦手。
マスターズが執筆する冒険スパイ小説、「ホワイトナイト」シリーズの主人公ホワイトナイト(白い騎士)のモデルでもあるが、公にはされていない。
ジュリエット・ヒギンズ (Juliet Higgins)
演 - パーディタ・ウィークス　吹替 - 佐古真弓
ロビン・マスターズの執事兼ゲストハウスの管理人。
英国秘密情報部MI6の元工作員で、その優秀さは「ロシア秘密警察に潜入した唯一の女スパイ」という噂からも窺い知れる。
MI6時代に同僚のリチャード・デインと愛し合い結婚の約束まで交わしていたが、そのリチャードが“ヴァイパー”と呼ばれる謎の暗殺者に殺されてしまい、上司の命令を無視してヴァイパーを追跡しようとしたためMI6を追放された。ロンドンの冬の天気が嫌いでハワイに来たと周囲には嘯いているが、本当はその辛い記憶から逃れたいからだった。
最初は馴染めず、周囲からは冗談が通じない冷たい女と思われていた。しかし様々な事件や日々の出来事を共有するに連れ皆と打ち解けてゆく。　
マグナムの不躾でだらしない性格をとことん嫌がっており常々不平不満を漏らしているが、彼の本気で人助けをしようとする信念と優しさは認めている。捜査へは仕方なく手伝っている素振りを見せつつ実のところは刺激的でやり甲斐を感じており、そのうち自ら率先して行動することに。
あるときハワイに現れた宿敵ヴァイパーを捕らえ、その功績がMI6に認められ復帰のチャンスが巡ってきた。しかし彼女はずっと未練を感じていたMI6の誘いを断って、ファミリーとも呼べる仲間を選んだ。
マスターズに屋敷を任された経緯は明かされていないが、彼女に対して返しても返しきれないほどの恩があるのだろうとマグナムは推察している。
イギリス出身。イギリス人にも関わらず紅茶とフィッシュ＆チップスを好まない。
タフな性格は生まれ持ったものではなく、幼少時代に入れられた寄宿学校で虐められていたからだと語っており、喧嘩の仕方を教えてくれたのはボクサーだった父親だという。その父親は10歳のときに家を出ていき、その後何度か会ってはいるが関係は良くない。存否は不明だが認知症の母親の世話をしていた経験がある。
ゴルフが得意で子供時代にはジュニアゴルフ選手権で2度も優勝した。ロシア語、中国語、アラブ語、スペイン語が話せる。

ニックネームは「ジュールス」「ヒギー」。
オーヴィル”リック”・ライト（Orville "Rick" Wright）
演 - ザッカリー・ナイトン　吹替 - 綿貫竜之介
オアフ島でバーを経営しており、幅広い人脈を持っている。
元海兵隊(階級は3等軍曹)で、戦場では狙撃主やヘリのドアガンナーを務めた。銃器の扱いに手馴れており、狙撃の腕前は軍の中でも一流。
除隊して生まれ故郷のシカゴに戻ったが、たった2週間で嫌気がさしハワイにいる仲間たちと合流した。しかしアルバイトをしながらもなかなか一般の生活に馴染むことが出来ず、再び軍に戻ろうか悩んでいたところにロビン・マスターズが救いの手を差し伸べ、そのおかげでキング・カメハメハクラブを開業することができた。「マスターズさんのためなら何でもする」と言えるほど彼には感謝している。
クラブ経営は順調だったが、ある日突然人生をやり直したいと言ってクラブを手放し、次にハワイ伝統のTikiバー「ラ・マリアナ」を購入して心機一転の賭けに出る。こちらの経営についてはうまくいっておらず苦労しているが、仲間たちのたまり場としてよく利用されている。
シカゴ出身。幼い頃に両親を事故で亡くしており、ホフステットラー(通称”アイスピック”）に育てられた。育った環境は良くなかったがアイスピックのおかげでまっとうな生き方が出来るようになったと感謝し、彼を実の父親のように慕っている。
ライト兄弟の兄と同姓同名だからか、本名のオーヴィルで呼ばれるのを嫌がる。
セオドア”T.C.”・カルヴィン（Theodore "T.C." Calvin）
演 - スティーブン・ヒル　吹替 -  藤井隼
遊覧ヘリ会社のアイランドホッパーズを営む。
元海兵隊員(階級は少佐)。軍に入隊したのは子供の頃からパイロットに憧れていたからで、戦場では軍用ヘリの操縦士を務めた。
その経験を活かして今の仕事を始めた。経営はすこぶる好調。マグナムの依頼でヘリを飛ばすこともあるが、その燃料代を支払ってくれないといつもぼやいている。
ノースカロライナ出身。幼少期に母親が家を出て行き父親に育てられたが、ヒーローだと信じていたその父親までもが強盗犯罪に加担して刑務所送りにされるという辛い過去を持つ。そのため子供には優しく、地元の少年フットボールチームのコーチもしている。
子供の頃はダンス教室に通い、高校では美術を専攻しようとしていたことを友人たちにずっと隠していた。大学ではフットボールの道に進んでNFLの最終選考まで残った。
故郷ではテレサという恋人がいたが、T.C.がタリバンに捕えられたと聞いて、彼はもう生きて帰って来ないと諦めていた。戦地から帰還したとき彼女は既に結婚しており、関係はそこで終焉を迎えた。T.C.は故郷を捨て仲間がいるハワイで暮らすことになった。
テウイラ "クム"・トゥレイタ（Teuila "KumuTuileta）
演 - エイミー・ヒル　吹替 - 今泉葉子
ロビン・マスターズのゲストハウスに昔から住んでいた住人。「マスターズが屋敷を購入したら付いてきた」そうである。「別荘のカルチャーアドバイザー」という肩書きでマスターズからは給料も支払われている。
クムとはハワイ語で「マスター」(師匠、先生)の意味。1700年頃からの地元の一族の末裔で、失われつつあるハワイの伝統文化を後世に伝える活動をしている。近くの建設現場から古代ハワイの遺跡である"ヘイアウ"が発掘されたときは、体を張って工事の反対運動を率いて逮捕されたこともあった。
夫がいたが死別した。子供はいない。夫に浮気をされたことがあり相手の女性との間に娘がいる。
愛車はターコイズカラーのベスパGTV（スクーター）。若い頃に叔父の建設会社を手伝っていたことがあり重機の操縦が得意。
ゴードン・カツモト刑事（Dt.Gordon Katsumoto）
演 - ティム・カン　吹替 - 武田太一
ホノルル警察重大犯罪課の刑事。
私立探偵などろくな人間がいないと思っており最初はマグナムを信用していなかったが、彼の鋭い勘や洞察力、人間性をすぐに見抜き一目を置くようになる。
冷静で真面目な性格ゆえマグナムの破天荒な行動に悩まされながらも、彼のおかげで未解決事件や難事件を解決することが多く頼りにしている。なかなか言葉には表さないがマグナムたちに仲間意識を感じているのは明らかで、彼らの違法行為に目を瞑ったり適切なアドバイスをしてくれることも多い。マグナムはときどき親しみを込めて「ゴーディ」と呼ぶ。
ただ深い信頼関係を結べそうになった時に限って、マグナムが仕事の都合上情報を秘匿し、その結果大きな騒動を招くことが多いため、あと一歩カツモトの絶対的信頼は得られていない節がある。
だいぶ前に実の姉のキンバリーが麻薬中毒から立ち直れずに自殺しており、助けられなかったことをずっと後悔している。
離婚歴があるが、息子のデニスがハワイ在住で良い関係を保っている。
祖先が日本からの移民であったため、移民の被害者に対して同情的だった。
ロビン・マスターズ（Robin Masters）
演 - 無し
小説家。マグナムとヒギンズが住む屋敷の所有者。
かつて従軍記者だったマスターズは、イラクを取材中にマグナム、リック、T.C.、ヌーゾたちの隊に随行して記事を書いていた。作家を目指していた彼は、帰国したあとオアフ島のゲストハウスに滞在しながら、マグナムたちの活躍をヒントに冒険スパイ小説『ホワイトナイト/女王の秘密兵器』を執筆する。処女作はたちまち世界的なベストセラーになり一躍大富豪になった。
マスターズはそのゲストハウスを購入し「ロビンズネスト」(ロビンの巣)と名付けた。その後もホワイトナイトシリーズはここで執筆されている。
作家として成功したのはマグナムたちのおかげであり、彼らがハワイで暮らすことになったとき感謝の気持ちを込めて住まいや生活の援助をした。屋敷や車を自由に使うことに関しても一切口を出すことはない。
マグナムたちとは定期的に連絡を取り合う仲で、困っているときには快く助け舟を出してくれる。
ゼウスとアポロ（Zeus ＆ Apollo）
演 - ドーベルマン
ビギンズが飼っている2頭のドーベルマンピンシャー。
ヒギンズがハワイへ向かうとき、機内で隣の席の老人と知り合いになったのだが老人はハワイに着いたあと間もなく病死してしまった。ヒギンズは彼が飼っていた2匹の仔犬を引き取ることにした。
ヒギンズには忠実でロビンズネストを訪れる客にも人懐こく接するのだが、どういうわけかマグナムだけは敵意を剥き出しにする。
マグナムには同じ犬に見えるがヒギンズはちゃんと見分けられる。アポロは鼻先が細めで常に耳が直立しており、ゼウスは耳が横方向に倒れていることが多い。
セバスチャン・ヌーゾ（Sebastian Nuzo）
演 - ドメニク・ランバルドッツィ　吹替 - 拝真之介
元シールズの戦友。
マグナムとは訓練生時代からの付き合いで戦場では生死を共にして戦った。収容所で腹部を撃たれたマグナムを救った命の恩人でもある。本国への帰還が決まったとき、ハワイで穏やかに暮らそうと皆に提案したのもヌーゾであった。
帰国後は海洋サルベージ会社を起ち上げ成功していたが、オアフ島沖に沈むフセインの金塊を巡る争奪事件に巻き込まれ殺されてしまった。（S1・1話）
その後は回想シーン等や話題の中で登場する。ニューヨーク・ブルックリン生まれ。で、故郷には兄のポーリーがいる。
ポーリー・ヌーゾ（Paulie Nuzo）
演 - ルイス・ロンバルディ　吹替 - 丹沢晃之
セバスチャン・ヌーゾの兄。
民間の車両整備チームとして国に雇われアフガンに遠征した。家族や友人思いの心優しい男だが、感情的になると手に負えないほど凶暴になることがある。
現在はニューヨークでイタリアンレストランを営んでいる。
ケネス"シャミー"・シャンバーグ（Kenneth "Shammy" Shamberg）
演 - クリストファー・ソーントン　吹替 - 中野泰佑
車椅子生活を送る帰還兵元陸軍兵(階級は3等軍曹)。
軍では車両の整備班を志望したがトラックの運転手を務めることになった。戦地で仲間を乗せて運転しているとき、ふとした油断から敵が仕掛けた即席爆弾を見落としてしまい、仲間を失うだけでなく自身も下半身付随の重傷を負った。
帰国後は妻にも見捨てられ自暴自棄になって暮らしていたところをたまたまリックとT.C.と知り合った。2人に励まされてT.C.のヘリのメカニックとして雇われ、人生を再出発する。
以降はしばしばマグナムの頼みから捜査などを手伝うようになった。
ニックネームは「シャミー」「ケニー」。
ジン・ジョン（Jin Jeong）
演 - ボビー・リー　吹替 - 佐藤せつじ
すりと盗みの常習犯。
マグナムとの交流は、盗んだスマホに殺しを匂わせる書き込みがあったので相談を持ち込んだのがきっかけ。胡散臭い男だがマグナムは彼を根っからの悪人ではないと信じている。
子供の頃に両親に育児放棄をされ、2人の妹を養うために盗みを繰り返してきたという辛い過去を打ち明けたことがある。妹たちは看護師と教師になった。
フランシス"アイスピック"・ホフステットラー（Francis "Icepick" Hofstetler）
演 - コービン・バーンセン　吹替 -  平林剛
情報屋。
リックの育ての親で彼を本当の息子のように思っている。自分の人生は悪いことばかりしてきたが、リックを立派な男に育て上げたことだけは誇りだと語る。
裏社会とのつながりが非常に深く、刑務所内からであっても彼から得られる情報は貴重なものとなっている。
長い刑務所暮らしをしていたが、既に末期の肺ガンを患っていたため仮釈放された。しかし結局悪事に手を染めて刑務所に送り返されてしまう。
ルーサー・H・ギリス（Luther H Gillis）
演 - ケン・チョン　吹替 - 菊池通武
アロハシャツがトレードマークの東洋系の私立探偵。マグナムのポーカー仲間でもある。調査費用を少しでも多く巻き上げることと、借金を取り返すことばかりを考えている。
愛車は3年連続で「最も退屈な車」に選ばれた2003年型ホンダ・アコード。ルーサーいわく、全く記憶に残らない車なので捜査にはもってこいらしい。
ハンナ（Hannah）
演 - ジョーダナ・ブリュースター　吹替 - 皆川純子
元CIAエージェント。
派遣先のアフガニスタンでマグナムと出会い、2人は親密な関係になった。マグナムがプロポーズまで考えていた矢先、極秘の軍事作戦行動をの情報を敵に売り、結果タリバンに察知されマグナム達は拘束されてしまう。
ヌーゾが殺される要因となった金塊事件にも彼女が関わるなど、マグナム以外の面々からは非常に憎まれていた。
実は父親が人質になっており、彼を救うためにマグナム達を裏切って活動していた。最期は父の開放にこそ成功したが、守るために自身は射殺される。
バック・グリーン大佐（Captain Buck Greene）
演 - ジェームズ・レマー　吹替 - 平林剛
米国海軍の大佐。アフガニスタンから帰還しパールハーバー海軍基地に赴任した。アフガニスタンではマグナムたちの上官だったが、命令を無視してばかりの彼らとは良い関係は築けなかった。
一人息子のジェーソンも海軍に入隊しており、マグナムの部下として作戦に参加しただけでなく、カブールで捕虜になったジェーソンを彼らが救出したこともあった。
そのジェーソンがハワイで誘拐される事件が発生し、マグナムに協力を依頼する。
（息子のジェーソンを演じるジェーソン・レマーはジェームズ・レマーの実の息子である）
アイヴァン（Ivan)
演 - ピーター・ファシネリ　吹替 - 川島得愛
謎のロシア人。
小説の主人公「ホワイトナイト」の正体を探るためマスターズの屋敷に傭兵を送り込んだ。金庫に保管されていた資料からトーマス・マグナムがホワイトナイトのモデルであることを突き止め、マグナムを拉致しようとしたがその計画は失敗に終わった。
次にグリーン大佐の息子を誘拐してマグナムをおびき寄せるという周到な作戦を展開する。その目的は小説「ホワイトナイト」で描かれた、アフガニスタンで実行されたある軍事作戦に関係していた。
ジョン・ブッキー（John Booky）
演 - ロジャー・E・モーズリー　吹替 - 野川雅史
T.C.の行きつけの美容師。
ベトナム戦争から帰還したあとT.C.たちと同じように安堵を求めてハワイにやってきた。飛ぶのが嫌いでハワイに来てからは一度も飛行機に乗ったことがないらしい。
ロジャー・E・モーズリーはオリジナルシリーズでT.C.を演じたが、本作出演後に事故で逝去した。
ラッセル・ハーラン（Russell Harlan）
演 - リー・メジャース　吹替 - 小林操
元私立探偵でマグナムの大先輩。既に引退しており大型リゾートホテルの警備責任者として雇われている。
引退するとき、顧客の名簿をマグナムに譲渡して彼に仕事を引き継がせた。ハワイに来たばかりで右も左もわからなかったマグナムにとって、この上ない援助となった。
キム・キルヨン　(Kim Kil Yong)
演 -  ヴィンス・シン　吹替 - 細川祥央
朝鮮料理の屋台の店主。
以前は北朝鮮の数学者だった。暗号解読のプロで、マグナムたちが亡命の手助けをした。
この脱出劇はロビン・マスターズの小説「ホワイトナイト／シークレットステート」に描かれている。宇宙船からパラシュート降下したホワイトナイトは目標地点にピンポイントで着地。キムと彼の家族を連れ出し、北朝鮮軍とのカーチェイスの末に巧みなドライブテクニックを駆使して敵の軍用トラックを拳銃で爆破し脱出に成功する･･･という筋書きだが、本当は仲間たちの援護に守られながらヘリから降りた。
しかしキムが「あのときの無茶苦茶な運転のせいで今も首が痛む」と愚痴をこぼしていることからカーチェイスのくだりは本当なのかもしれない。
スージー・マディソン（Suzy Madison）
演 - ベッツィ・フィリップス　吹替 - 伊吹茅紘
リックがラ・マリアナで病死していた身元不明の男性を調べたら、その男性の一人娘のスージーに辿り着いた。
家族を捨てて家を出ていった父親を許せないという態度だったが、実は娘を最後まで思い続けていたことをリックが突き止め彼女に明かした。後にリックの店で働くようになり恋人になる。
（演じるベッツィ・フィリップスはザッカリー・ナイトンの妻）
リア・カレオ（Lia Kaleo）
演 - シャンタル・トゥイー　吹替 - 葉山那奈　
ホノルル警察の刑事。（シーズン4から登場）
カツモト刑事の相棒。マグナムと付き合い始めるが、仕事上都合が悪いので周囲には秘密にしている。
父親はハワイ州最大の犯罪シンジケートのボスであるジョニー・キム。兄も父親の元で働いている。
Dr.イーサン・シャー（Dr. Ethan Shah）
演 - ジェイ・アリ　吹替 - 渡部俊樹
医師。（シーズン3から登場）
撃たれて重傷を負ったヒギンズの担当医。ヒギンズをデートに誘い付き合い始める。

### 「HAWAII FIVE-0」 から
Dr.ノエラニ・クンハ （Dr. Noelani Cunha）
演 - キミー・バルミレオ（英語版）　吹替 - 平井祥恵
ホノルル警察の女性検死官。
マグナムやカツモトが頼りにしている有能な検屍官。情報が欲しいときは彼女をスナック菓子で”買収”する。
皆を慕っており調査には進んで協力してくれることが多い。
カマコナ・トゥプオラ（Kamekona Tupuola）
演- テイラー・ワイリー/高見州 大吉　吹替 - 杉野田ぬき
ハワイ式かき氷店のワイオラ・シェイブアイス(Waiora Shave Ice)、シュリンプトラック、ファイブオーの２人から譲り受けたイタリアンレストラン、遊覧ヘリ会社などを営む起業家。
大型マグロ盗難事件の捜査をしているときにリックの紹介で知り合った。特に飲食業の世界には幅広い情報網を持っている。
悪い奴ではないのだが、同業者のリックとT.C.をライバル視しているのか太々しい態度をとることがある。インターネットの口コミサイトでリックの店やT.C.の遊覧ヘリ会社の悪口を投稿していたこともあった。店は繁盛しているようで経営者としての才はあるようだ。
シュリンプトラックは従弟のフリッパに任せている。
ニッキー "ザ・キッド”・デマルコ （Nicky "The Kid" Demarco）
演 - ラリー・マネッティ　吹替 - 宝亀克寿
リックが経営するラ・マリアナの専属のピアノマン。バーが盛況だった時代にはあのフランク・シナトラから指導を受けたという。
ラリー・マネッティはオリジナルシリーズでリックを演じた。
ハリー・ブラウン（Harry Brown）
演 - ウィリアム・フォーサイス　吹替 - 佐々木梅治
私立探偵仲間で友人でもある。マグナムの先輩のような存在。
ジェラード・ハーシュ（Gerard Hersh)
演 - ウィリー・ガーソン　吹替 - 横島亘
美術品鑑定士、古美術商。
一流の鑑定士だが、その実態は贋作や不法に手に入れた美術品を高値で売り捌く転売屋。
密輸ルートにも詳しく密入国者の仲介をすることもある。(S2・10話)
デューク・ルケラ巡査部長（Sgt.Duke Lukera）
演 - デニス・チュン　吹替 - 町田政則
ホノルル市警のベテラン制服警官。

アダム・ノシムリ（Adam Nishimuri）
演 - イアン・アンソニー・デイル　吹替 - 羽田真
ファイブオーの捜査官。
ヒギンズの米国滞在ビザが間もなく切れてしまうというとき、マグナムがファイブオーのタニ・レイに相談したところノシムリを紹介された。(S2・20話)

## 主要キャスト
| 役名                                        | 俳優                           | 吹替       | 役柄                           | オリジナルシリーズの俳優 （役名・役柄）                                       |
| ------------------------------------------- | ------------------------------ | ---------- | ------------------------------ | ----------------------------------------------------------------------------- |
| トーマス・サリヴァン・マグナム              | ジェイ・ヘルナンデス           | 坂詰貴之   | 探偵調査員                     | トム・セレック                                                                |
| ジュリエット・ヒギンズ                      | パーディタ・ウィークス         | 佐古真弓   | マスターズの執事、別荘の管理人 | ジョン・ヒラーマン （ジョナサン・クエイル・ヒギンズ）                         |
| オーヴィル ”リック”・ライト                 | ザッカリー・ナイトン           | 綿貫竜之介 | 戦友、クラブ経営               | ラリー・マネッティ                                                            |
| セオドア ”T.C.”・カルビン                   | スティーヴン・ヒル             | 藤井隼     | 戦友、遊覧ヘリ会社経営         | ロジャー・E・モーズリー                                                       |
| セバスチャン・ヌーゾ                        | ドメニク・ランバルドッツィ     |            | 戦友、サルベージ会社経営       | ジェームズ・ホイットモア・Jr                                                  |
| テウイラ "クム"・トゥレイタ                 | エイミー・ヒル                 | 今泉葉子   | マスターズの別荘の住人         | ー                                                                            |
| ゴードン・カツモト                          | ティム・カン                   | 武田太一   | ホノルル市警の刑事             | クライド・クサツ                                                              |
| ヨシ・タナカ                                | サン・カン                     |            | ホノルル市警の刑事             | クアン・イー・リム                                                            |
| ノエラニ・クンハ                            | キミー・バルミレオ             |            | ホノルル市警の検屍官           | ー                                                                            |
| フランシス ”アイスピック”・ホフステットラー | コービン・バーンセン           | 平林剛     | 情報屋                         | エリシャ・クック・Jr                                                          |
| ケニー ”シャミー”・シャンバーグ             | クリストファー・ソーントン     |            | アフガン帰還兵                 | ー                                                                            |
| ジン・ジョン                                | ボビー・リー                   |            | スリの名人                     | ー                                                                            |
| カマコナ・トゥプオラ                        | テイラー・ワイリー             |            | 飲食店経営、情報屋             | ー                                                                            |
| フリッパ・トゥオプラ                        | ショーン・モクアヒ・ガーネット |            | カマコナの従弟                 | ー                                                                            |
| アイヴァン                                  | ピーター・ファシネリ           |            | ロシア人スパイ                 | ボー・スヴェンソン （KGBの大佐）                                              |
| デューク・ルケラ                            | デニス・チュン                 |            | ホノルル市警の警官             | ハーマン・ウェデマイヤー （エドワード・デューク・ルケラ ※ハワイ5-0の登場人物) |
| ルーサー・H・ギリス                         | ケン・チョン                   |            | 私立探偵                       | ユージーン・ロッシュ                                                          |
| バック・グリーン                            | ジェームズ・レマー             |            | アメリカ海軍大佐               | ランス・レガルト                                                              |
| ジョシー ”マック”・マクレイノルズ           | アミー・マスターソン           |            | アメリカ海軍中尉               | ジェフ・マッケイ （マック・マクレイノルズ）                                   |
| ゼウスとアポロ                              | ドーベルマン                   |            | ロビンズネストの番犬           | ドーベルマン                                                                  |
| ロビン・マスターズ                          | ー                             |            | 作家、ロビンズネストの所有者   | オーソン・ウェルズ ※声のみ                                                    |

## 製作

### 製作概要
2017年10月、エグゼクティブプロデューサーのピーター・M・レンコフはテレビシリーズ "Magnum P.I."の製作を発表した。ベースとなったのは1980年から8シーズン続いた人気ドラマ「私立探偵マグナム」である。レンコフは2010年に「ハワイ5-0」を元にした「HAWAII FIVE-0」、2016年に「冒険野郎マクガイバー」を元にした「MACGYVER/マクガイバー」の2シリーズを製作しており、本作は３作目のリブート作品となった。
エグゼクティブプロデューサーにはレンコフの他にエリック・グッゲンハイム、バービー・クリグマン、ジョン・デイビス、ジャスティン・リン、ジョン・フォックスらが参加している。しかしレンコフは「MACGYVER/マクガイバー」の主演俳優のルーカス・ティルら3人に対して”ボディシェイミング”（言葉による虐待・暴力）をしたとして訴えられ、2020年にCBSから追放された。
レンコフが関わったのはシーズン2までで、その後はエリック・グッゲンハイムが引き継いだ。

### オリジナルシリーズへのオマージュ
オリジナルシリーズへのオマージュは随所に見られる。
- オリジナル版のS3・1話 "Did You See the Sunrise?" はピーター・レンコフが最も好きなエピソードのひとつで、いつかこのような脚本を書いてみたいと憧れていたという[16]。

S1・1話(パイロット) ”I Saw the Sunrise."「日の出を見た」はこれの引用であり、レンコフ自身の回答でもある。
- トム・セレックが視聴者に向かって度々呟いていた "I know what you're thinking..." （言われなくてもわかってるよ）はリブート版でもそのまま使われた。

- オリジナル版でマグナムが愛用した フェラーリ308GTSi "ROBIN-1" はS1・1話に登場するが、最終的には崖から落ちて破壊するという、オリジナル版との決別とリブート版の始まりを象徴する演出が見られる。
- 腕時計も同じくロレックスGMTマスターⅡ[17]。オリジナル版では朝鮮戦争で戦死した父親(演- ロバート・パイン)が残した形見だった。本作でも父親が思い出以外に残した唯一の物と語られている（S3・2話）。

- S1・2話では回想シーンで髭を剃るマグナムがトム・セレックのような口髭を残すシーンが見られる（その後すぐに剃り落としている）。
- S1・3話で、カルチャーセンターから戻ったクムが"Pahonu"(パホヌ)というタイトルの本を書棚に置くシーンがあるが、Pahonuはオリジナル版のロビンズネストがあった土地の名称である[18]。
- ヒギンズの書斎の壁（パソコンデスクの後ろの窓側）に飾られている海辺の写真に、オリジナル版のロビンズネストが写っている。
- S1・13話の冒頭でマグナムが「第十七捕虜収容所」を鑑賞しているシーンがあるが、この映画はオリジナル版のマグナムが好きな作品としていたものである。
- S2・7話にリー・メジャースがマグナムの親しい友人役としてゲスト出演する。1980年代の「俺たち賞金稼ぎ!!フォール・ガイ」でメジャースが演じた主人公コルト・シーバースは、マグナムを演じるトム・セレックの友人兼スタントマンという設定だった。
- T.C.のヘリコプターは同じ機種、同じカラーリングである。

オリジナルシリーズの機体はドラマの終了後もオアフ島で使われていたが、1988年に工事現場に向かう途中に墜落した。パイロットは腕などを骨折する重傷を負った。
- T.C.が利用する美容室のブッキーと、リックのバーにいるピアノ弾きのニッキーは、それぞれオリジナル版でT.C.とリックを演じたロジャー・E・モーズリーとラリー・マネッティである。

- 当然ながらトム・セレックのゲスト出演も期待されたが、セレックは雑誌のインタビューで「自分には本家マグナムのイメージを守る義務があるので出演はしない」と断言した[19]。彼には早い段階でCBS幹部やピーター・レンコフからリメイクの計画が伝えられており、もし支障があるなら計画を中止してもいいとまで相談されていた[20]。

それに対してセレックは「今は『ブルーブラッド 〜NYPD家族の絆〜』の撮影が忙しいので協力は出来ない。その代わり一切口出ししないし成功を祈っている」と答えたという。

### HAWAII FIVE-0との関係
シーズン1が始まって早々、「HAWAII FIVE-0」のレギュラーキャラのドクター・ノエラニやカマコナが本シリーズにも登場したことで、双方が共通の世界にあることが判明し話題になった。
2019年に放送された「HAWAII FIVE-5」S10・12話『探偵調査員あらわる』には「私立探偵マグナム」の主要メンバーがゲスト出演し、翌週の「私立探偵マグナム」S2・12話『最悪の作戦』でその後編を引き継ぐという大掛かりなクロスオーバーを実現した。
しかしこのエピソードは小さな（だが熱心なファンにとっては大きな）問題を抱えていた。HAWAII FIVE-0の中で、主人公たちが子供の頃にテレビで見た「私立探偵マグナム」を懐かしみ皆でテーマ曲を口ずさむシーンがあり（S3・19話『海に消えた友情』）、HAWAII FIVE-0の世界ではマグナムは架空のテレビドラマのはずだった。
レンコフはこの矛盾について、当時はマグナムのリメイクを夢見ていたが実現できそうもないのでリスペクトを込めてあのシーンを思いついたのだと答えた。解決策は「あのエピソードは無かったことにした」だそうである。

### CBSからNBCへ
2022年5月にシーズン4の放送を終了した直後、CBSは突然シリーズの打ち切りを発表した。視聴率、評価ともに悪くなかったが、ライセンス契約の更新で金額的に折り合いがつかなくなったのだった。
だが、それから10日も経たないうちに他系列局のNBCユニバーサルとその姉妹局のUSAネットワークが権利を取得しようとする動きが見られ、翌月にはNBCが正式に交渉しているとの報道があった。
このときは世界中のファンがシリーズを救おうと動いた。彼らはSNSや電子メール、郵便などを使ってNBCに放送再開の願書を送り、さらには1,000人以上のファンがNBCの幹部宛てにレイ（ハワイの装飾品）を贈ったという。クラウドファンディングで資金を募り、ニューヨークのタイムズスクエアに"SAVE MAGNUM PI"と描かれた巨大な看板を掲げたファンもいた。
NBCはシリーズを正式に引き継ぐことになり、シーズン5～6の合計20エピソードを準備中と発表していたが、後にシーズン5のみの全20話に変更された。そして予定通りシーズン5は2023年2月19日にスタートした。
実生活でも同じアパートメントに住むほど仲が良いジェイ・ヘルナンデス（マグナム）とザッカリー・ナイトン（リック）は、ファンやNBCに対してSNSで感謝の意を伝えた。

### 再度打ち切り
しかし、2023年6月24日、NBCは本作品をシーズン5で打ち切る事を発表した。2023年 全米脚本家組合ストライキ（en）によって制作が進まない中で同月末で満了となるキャストたちの契約を更新するという判断に至ることができず、当初報道されていたシーズン6以降の制作を断念する事になった為としている。
（※2023年6月30日時点では英語版には脚本家ストとの関連性についての記載なし。）
全20話のシーズン5は2部構成となり、すでに前半の10話が同年4月16日まで放送され、後半10話は当初2024年放送予定だったが、前述の全米脚本家組合並びに俳優組合（SAG-AFTRA）のストライキの影響で2023年10月4日からに急遽前倒しされた。

## 撮影場所
撮影はハワイ州オアフ島で行われた。
- ロビン・マスターズのゲストハウス「ロビンズネスト」は、オアフ島北東部のカネオヘのカネオヘハイウェイ49-3にある邸宅をベースに、背景やCGで描いた建物を合成したもの[32]。洋上から映し出される屋敷の全景もCGである。

- このカネオヘの邸宅の庭園も撮影に使用した。海の向こうにチャイナマンズハットが見える。

- 建物内部のシーンは（中央にガジュマルの木が立つ車停め、豪華なパティオやリビングルーム、池の上の石畳の回廊など）、ダイヤモンドヘッド東側のカハラ地区にある高級レンタルハウスのバンヤンハウス（Banyan House Hawaii）が使用された[33]。30日単位でレンタル可能。月額レンタル料は約15万ドル。

- また、オアフ島東側のカイルアにある51カイケアプレース（51Kaikea Place）のレンタルハウスでは、石塀や門扉、芝生の庭が映るパティオなどのシーンの撮影が行われた[34]。

- カネオヘのホオマルヒア植物園(Ho’omaluhia Botanical Garden)の園内道路には、51カイケアプレースのレンタルハウスを模した門扉のセットが組まれ、車が通行するゲートの撮影に使われた。
- カラエロア・フィルムスタジオ(Kalaeloa Film Studio)ではロビンズネストやガゼボ(あずまや)、リックのバーなどの精巧なセットが作られた。俳優たちはグリーンスクリーンの前で演技をして背景を合成している[35]。

スタジオはオアフ島西部のカポレイにある。
- ロビンズネストの広大な庭園（バーベキューやヨガを楽しむガゼボ、ゴルフやクレー射撃をする広大な芝生の庭など）はカラエロア・フィルムスタジオから北西約6キロに位置する、ラニクホヌア文化研究所(lanikuhonua culture institute) の庭園の一角である[36]。
- T.C.のヘリコプターは、遊覧ヘリ会社のマグナムヘリコプターズ(Magnum Helicopters)の協力を得た。同社はオリジナルシリーズと同じカラーリングを施したヒューズMD500を複数機所有しており、ヘリポートはダニエル・K・イノウエ国際空港のすぐ隣の130イオラナプレース(Iorana Place)にある[37]。
- リックが経営するラ・マリアナは、サンドアイランドの入り口に実際にあるラ・マリアナ・セーリングクラブ(La Mariana Saring Club)を使用した。そっくりのセットがスタジオにも作られたが、ハワイではアンティークの家具や調度品を揃えるのが難しいのでカリフォルニア州で大量に買い集めてハワイに送ったという[38]。

## ロビン・マスターズの車[39]
- ROBIN-１　フェラーリ 308GTSi

フェラーリ488(ROBIN2)が銃撃で壊されたため、代わりにガレージに保管されていた308GTSiを乗り出す。金塊を積んだトラックの逃走を阻止しようとマグナムがトラックに体当たりさせ、トラックもろとも断崖に転落し完全に破壊された。(S1・1話）
- ROBIN-２　フェラーリ 488 スパイダー

色はレッド。S1・1話（パイロット）でヌーゾを拉致する犯人一味から銃撃に遭い激しく損傷したが、その後修理したと見られる。以後マグナムの愛車となる。
（銃撃シーンはフェラーリ458スパイダーのレプリカモデルを使用）
- ROBIN-３　フェラーリ カリフォルニア

色はブラック。主にヒギンズが乗る。
ヒギンズは「走行距離が増えるとマスターズ氏の資産価値を下げてしまう」という理由からUberの使用を勧めているため出番は少ない。
- ROBIN-6　ランドローバー レンジローバースポーツ

色はダークグレーメタリック。3人以上での移動、怪我人やアポロとゼウスの搬送に使われる。
- ROBIN-７　ランボルギーニ ウルス

色はイエロー。S2・6話に登場。
- ROBIN-8　トヨタ GRスープラ

色はシルバー。S2・15話に登場。
- その他

ブルーのアウディR8、ライムグリーンのランボルギーニ ウラカン・ペルフォマンテがガレージに置いてある。ナンバーは不明。

## エピソードリスト
| シーズン | シーズン | 話数 | 米国での放送日 | 米国での放送日 |
| シーズン | シーズン | 話数 | 初回           | 最終回         |
| -------- | -------- | ---- | -------------- | -------------- |
|          | 1        | 20   | 2018年9月24日  | 2019年4月1日   |
|          | 2        | 20   | 2019年9月27日  | 2020年5月8日   |
|          | 3        | 16   | 2020年12月4日  | 2021年5月7日   |
|          | 4        | 20   | 2021年10月1日  | 2022年5月6日   |
|          | 5        | 20   | 2023年2月19日  | 2024年         |

### シーズン１（2018-2019）
| #  | タイトル                                  | 監督                     | ゲスト出演                                                                        | 米国の放送日 |
| -- | ----------------------------------------- | ------------------------ | --------------------------------------------------------------------------------- | ------------ |
| 1  | 日の出を見た I Saw the Sun Rise           | ジャスティン・リン       | ドメニク・ランバルドッツィ サン・カン ジェームズ・レマー                          | 2018.9.24    |
| 2  | マグロを追え From the Head Down           | カレン・ガヴィオラ       | カール・ウェザース ロイ・ヤマグチ                                                 | 2018.10.1    |
| 3  | 過去を消した女 The Woman Who Never Died   | シルヴァン・ホワイト     | ケン・チョン ビル・スミトロヴィッチ                                               | 2018.10.8    |
| 4  | 消えた名画 Six Paintings, One Frame       | アントニオ・ネグレ       | ハル・オスザン キャサリン・デイヴィス                                             | 2018.10.15   |
| 5  | サドンデス Sudden Death                   | デヴィッド・グロスマン   | エリザベス・ローム シンディ・ローパー                                             | 2018.10.22   |
| 6  | よみがえった初恋 Death is Only Temporary  | デュアン・クラーク       | ベン・ヴェリーン クリストファー・ソーントン パシャ･D・リチニコフ                  | 2.08.10.29   |
| 7  | 目撃者は猫 The Cat Who Cried Wolf         | イーグル・エギルッソン   | ナヴィ・ラワット オースティン・ベイシス                                           | 2018.11.5    |
| 8  | つらい決断 Die He Said                    | ピーター・ウェラー       | C・S・リー カール・ルーン ドメニク・ランバルドッツィ                              | 2018.11.12   |
| 9  | 打ち勝つ勇気 The Ties That Bind           | ロン・アンダーウッド     | 岡野りりか ルイ・オザワ                                                           | 2018.11.19   |
| 10 | 誰のためのヒーロー Bad Day to be a Hero   | リン・オーディング       | ジェイミー・リン・シグラー コービン・バーンセン                                   | 2018.10.10   |
| 11 | 逃げ場なし Nowhere to Hide                | マーク・ティンカー       | ヴェラ・チェルニー イリア・ヴォロック                                             | 2019.1.14    |
| 12 | 早い者勝ち Winner Takes All               | アマンダ・マルサリス     | ケン・チョン ハルストン・セイジ ライアン・ブレイニー エディ・ジョージ             | 2019.1.20    |
| 13 | ヴァイパー Day of the Viper               | ブライアン・スパイサー   | ナイジェル・リンゼイ ヤーニ・キング・モンチャイン テイラー・ワイリー              | 2018.1.21    |
| 14 | 死者からの依頼 I, The Deceased            | クリシュナ・ラオ         | エマニュエル・ヴォージア                                                          | 2019.1.29    |
| 15 | 予期せぬ再会 Day the Past Came Back       | ブライアン・スパイサー   | ジョーダナ・ブリュースター スコット・マイケル・キャンベル                         | 2019.2.18    |
| 16 | タイムリミット Murder is Never Quiet      | デヴィッド・ストラットン | ウェイヴィー・ジョーンズ スマリー・モンタノ                                       | 2019.2.25    |
| 17 | ブラックウィドー Black is the Widow       | キルスティン・ウィンデル | ブルック・ライオンズ ジーア・マンテーニャ デニス・チュン クリスチャン・イエリッチ | 2019.3.4     |
| 18 | 掘り起こされた事実 A Kiss Before Dying    | ブライアン・スパイサー   | ヘザー・メイザー パトリック・ギャラガー ロジャー・E・モーズリー                   | 2019.3.11    |
| 19 | 七転び八起き Blood in the Water           | カレン・ガヴィオラ       | トビアス・ジェリネック                                                            | 2019.3.25    |
| 20 | 真実を知る日 The Day It All Came Together | ブライアン・スパイサー   | ジョーダナ・ブリュースター マイケル・ビスピン ブライアン・オースティン・グリーン  | 2019.4.1     |

### シーズン2 (2019-2020)
| #  | タイトル                                     | 監督                        | ゲスト出演                                                                            | 米国初回放送日 |
| -- | -------------------------------------------- | --------------------------- | ------------------------------------------------------------------------------------- | -------------- |
| 1  | 初心者の復讐 Payback is for Beginners        | ブライアン・スパイサー      | ブルック・ライオンズ ジャクリーン・ロード                                             | 2019.9.27      |
| 2  | 泥棒の名誉 Honor Among Thieves               | カルロス・バーナード        | ボビー・リー ヴェデット・リム ラリー・マネッティ                                      | 2019.10.4      |
| 3  | ホワイトナイトの危機 Knight Lasts Forever    | イーグル・エグリッソン      | クリストファー・ソーントン デオンテイ・ワイルダー ブレ・ブレア                        | 2019.10.11     |
| 4  | 疑惑の刑事 Dead Inside                       | クリシュナ・ラオ            | シャリフ・アトキンス アーロン・ドナルド ジョシュア・ビトン                            | 2019.10.18     |
| 5  | ハロウィーンの夜 Make It 'Til Dawn           | ブライアン・スパイサー      | ヘイデン・セットー ダン・サウスワース                                                 | 2019.10.25     |
| 6  | 嘘、騙し、盗み、殺し Lie, Cheat, Steal, Kill | ロン・アンダーウッド        | ジェシー・ブラッドフォード ウィリアム・フォーサイス                                   | 2019.11.1      |
| 7  | 秘密の部屋 The Man in the Secret Room        | アリソン・リッディ-ブラウン | リー・メジャース クレイグ・スターク キャサリン・デント                                | 2019.11.8      |
| 8  | 相棒の条件 He Came by Night                  | アントニオ・ナグレット      | パット・モナハン トロイ・ギャリティ スカイラー・グレイ                                | 2019.11.15     |
| 9  | 運命という名の弾丸 A Bullet Named Fate       | ダグ・ハンナ                | ミシェル・ノルディン ウィリアム・フォーサイス                                         | 2019.11.22     |
| 10 | 血を分けた兄弟 Blood Brothers                | ピーター・ウェラー          | ドメニク・ランバルドッツィ ルイス・ロンバルディ ウィリー・ガーソン ジェームズ・レマー | 2019.12.6      |
| 11 | 悪魔に会った日 Day I Met the Devil           | クリスティン・ウィンデル    | ピーター・ファシネリ ジェームズ・レマー ジェーソン・レマー アンソニー・モンゴメリー   | 2019.12.13     |
| 12 | 最悪の作戦 Desperate Measures                | マヤ・ヴルヴィオ            | ビューア・コラレ メーガン・ラス カトリーナ・ロー                                      | 2020.1.3       |
| 13 | 月曜は殺人の日 Mondays Are For Murder        | アレクサンドラ・ラロッシュ  | ジョシュア・ハート テイラー・ワイリー                                                 | 2020.1.10      |
| 14 | 追いつ追われつ A Game of Cat and Mouse       | ロデリック・デイヴィス      | ジョイ・オスマンスキ ロイ・ヤマグチ                                                   | 2020.1.31      |
| 15 | 過ちと向き合う時 Say Hello to Your Past      | アヴィ・ユアビン            | ジャネル・パリッシュ ドーン・ノーウッド                                               | 2020.4.10      |
| 16 | さらば愛しい人 Farewell to Love              | ブロンウェン・ヒューズ      | ミーガン・ホルダー ロドニー・トゥ                                                     | 2020.4.17      |
| 17 | さらわれた遺灰 The Night Has Eyes            | デヴィッド・ストラットン    | タン・ケン・フア                                                                      | 2020.4.24      |
| 18 | ロビン・フッドを捜せ A World of Trouble      | ピーター・ウェラー          | ビリー・マローン チェルシー・カーツ                                                   | 2020.3.1       |
| 19 | 最善の選択 May The Best One Win              | ロッキー・キャロル          | ヴィンス・シン アリサ・ガニザーダ                                                     | 2020.3.8       |
| 20 | さまよえる豹 A Leopard on the Prowl          | ブライアン・スパイサー      | コービン・バーンセン ドナルド・セラーニ イアン・アンソニー・デイル                    | 2020.5.8       |

### シーズン3 (2020-21)
| #  | タイトル                                               | 監督                   | ゲスト出演                                                                             | 米国初回放送日 |
| -- | ------------------------------------------------------ | ---------------------- | -------------------------------------------------------------------------------------- | -------------- |
| 1  | ダブル・ジョパディー Double Jeopardy                   | ブライアン・スパイサー | ジェイ・アリ ブライアン・レッシャー ショーン・モクアヒ・ガーネット                     | 2020.12.4      |
| 2  | 楽な仕事 Easy Money                                    | ブライアン・スパイサー | ヴェデット・リム ロブ・エヴォース                                                      | 2020.12.11     |
| 3  | 追いつめられて No Way Out                              | イーグル・エグリッソン | エリック・ラディン エイミー・ジョンストン                                              | 2020.12.18     |
| 4  | 娘の拳と少年の骨 First the Beatdown, Then the Blowback | イーグル・エグリッソン | テレル・ティルフォード デニス・チュン ランス・リム                                     | 2021.1.8       |
| 5  | 嵐と共に訪れた危険 The Day Danger Walked In            | クリシュナ・ラオ       | ロジャー・E・モーズリー ライアン・ローレンス                                           | 2021.1.15      |
| 6  | 誰にも言うな Tell No One                               | イーグル・エグリッソン | ジャネル・パリッシュ ジェイ・カーンズ ショーン・モクアヒ・ガーネット                   | 2021.1.22      |
| 7  | 隣人は殺人鬼 Killer on the Midnight Watch              | ジェフ・ショッツ       | ボビー・リー                                                                           | 2021.2.5       |
| 8  | 逃げ出した患者 Someone To Watch Over Me                | ジェフ・ショッツ       | ベッツィ・フィリップス ジョン・マーシャル・ジョーンズ                                  | 2021.2.12      |
| 9  | 報復 The Big Payback                                   | ヤンツォム・ブラウエン | ビル・セイジ ベッツィ・フィリップス                                                    | 2021.2.19      |
| 10 | 長い家路 The Long Way Home                             | ヤンツォム・ブラウエン | ブライス・ジョンソン テイラー・ブラック                                                | 2021.3.5       |
| 11 | 嘘をつく時 The Lies We Tell                            | ルバ・ナッダ           | エリス・レヴェスク コービン・バーンセン                                                | 2021.3.26      |
| 12 | 愛犬との絆 Dark Harvest                                | ルバ・ナッダ           | ケレン・コールマン サイモン・キム ジェイ・ペニントン                                   | 2021.4.2       |
| 13 | 大泣き Cry Murder                                      | ピーター・ウェラー     | サッシャ・ダイアモンド フェデリコ・ドルデイ                                            | 2021.4.9       |
| 14 | 死のささやき Whispers of Death                         | ピーター・ウェラー     | シャーロット・マリー・ウェン ヘレナ・マットソン ディラン・ブルース                     | 2021.4.16      |
| 15 | 恋に落ちて Before the Fall                             | カート・ジョーンズ     | スティーヴン・マイケル・ケサダ ブライアン・マクナマラ デヴィッド・ハイドン・ジョーンズ | 2021.4.30      |
| 16 | 秘めた想い Bloodline                                   | アヴィ・ユアビン       | グレース・ヴィクトリア・コックス アレックス・カーター                                  | 2021.5.7       |

### シーズン4 (2021-22)
| #  | タイトル                                        | 監督                       | ゲスト出演                                               | 米国初回放送日 |
| -- | ----------------------------------------------- | -------------------------- | -------------------------------------------------------- | -------------- |
| 1  | アイランド・バイブス Island Vibes               | ブライアン・スパイサー     | シャンタル・トゥイー マーシャ・トマソン                  | 2021.10.1      |
| 2  | 過去の乗り越え方 The Harder They Fall           | ダグ・ハンナ               | シャンタル・トゥイー ロバート・ベイカー                  | 2021.10.8      |
| 3  | テキサスウェッジ Texas Wedge                    | アントニオ・ネグレ         | マーシャ・トマソン セバスチャン・ロッシェ ボビー・リー   | 2021.10.8      |
| 4  | 置き去りにされた心 Those We Leave Behind        | アリソン・リディｰブラウン  | ランス・リム シャンタル・トゥイー                        | 2021.10.21     |
| 5  | 死が2人を分かつまで Til Death                   | イーグル・エグリッソン     | イアン・ハーディング モリー・グリッグス                  | 2021.11.5      |
| 6  | 差しのべられた手 Devil On The Doorstep          | クローディア・ヤーミー     | デヴォン・サワ ヤンシー・アリアス                        | 2021.11.12     |
| 7  | 余生への潜入 A New Lease On Death               | ルバ・ナッダ               | デヴォン・サワ ヤンシー・アリアス                        | 2021.11.19     |
| 8  | 灰の中でくすぶる火 A Fire in the Ashes          | リサ・ロビンソン           | グレッグ・エリス                                         | 2021.12.3      |
| 9  | クリスマスの脅迫 Better Watch Out               | ルバ・ナッダ               | クリス・マークエット チェイス・キム                      | 2021.12.10     |
| 10 | 夢見る恋人 Dream Lover                          | アヴィ・ユアビン           | ブルック・ネヴィン ロガン・ドノヴァン                    | 2022.1.7       |
| 11 | 謎めいた善意 If I Should Die Before I Wake      | リン・オーディング         | ボビー・リー レイフ・ガントフート                        | 2022.1.14      |
| 12 | 時には天使も手を汚す Angels Sometimes Kill      | マーカス・ストークス       | ヴィクトリア・バラバス チャーリー・ボディン              | 2022.1.21      |
| 13 | 闇のフィクサー Judge Me Not                     | ベニー・ブーム             | ムーン・ブラッド グッドマヤ・ストヤン                    | 2022.1.28      |
| 14 | 恩返し Run, Baby, Run                           | ロデリック・デイヴィス     | ドン・スウェイジ ティム・グリフィン                      | 2022.2.25      |
| 15 | 死刑宣告 Dead Man Walking                       | デヴィッド・ストラットン   | 尾崎 英二郎 ゲディ・ワタナベ                             | 2022.3.4       |
| 16 | 忍び寄る悪魔 Evil Walks Softly                  | アレクサンドラ・ラロッシュ | ジャネル・パリッシュ                                     | 2022.3.11      |
| 17 | 後悔 Remember Me Tomorrow Sleep With the Fishes | ブライアン・スパイサー     | マックス・ゲイル ロバート・パイン                        | 2022.4.1       |
| 18 | 友よ、安らかに Shallow Grave, Deep Water        | ジェイ・ヘルナンデス       | ティファニー・ハインズ ロバート・パイン テキサス・バトル | 2022.4.8       |
| 19 | 永い眠り The Long Sleep                         | イーグル・エグリッソン     | ジョン・ボーベック ティファナ・リックス                  | 2022.4.29      |
| 20 | 本心 Close to Home                              | ブライアン・スパイサー     | ジョシュ・スタムバーグ デイヴィッド・アンダース          | 2022.5.6       |

### シーズン5 (2023-2024)
| #  | タイトル                                         | 監督                     | ゲスト出演                                                     | 米国初回放送日 |
| -- | ------------------------------------------------ | ------------------------ | -------------------------------------------------------------- | -------------- |
| 1  | 隠し事 The Passenger                             | ブライアン・スパイサー   | マイケル・レイディ ジェームズ・レマー                          | 2023.2.19      |
| 2  | ブレイキング・ポイント The Breaking Point        | ブライアン・スパイサー   | マイケル・レイディ ジェームズ・レマー ボビー・リー             | 2023.2.19      |
| 3  | ポップスター Number One with a Bullet            | イーグル・エギルッソン   | マリオ・ロペス ジェームズ・レマー ランス・リム                 | 2023.2.26      |
| 4  | 観覧注意 NSFW                                    | イーグル・エギルッソン   | エリック・ウィリアム・モリス アビー・メイ                      | 2023.3.5       |
| 5  | 死の楽園へようこそ Welcome to Paradise, Now Die! | マーカス・ストークス     | パトリック・カヴァナー アシャニ・ロバーツ                      | 2023.3.12      |
| 6  | 生き写し Dead Ringer                             | マーカス・ストークス     | パトリック・マルヴェイ カレン・ダグラス                        | 2023.3.19      |
| 7  | 親と子 Birthright                                | ダグ・ハンナ             | ローレンス・プレスマン ベサニー・アン・リンド                  | 2023.3.26      |
| 8  | ダークスカイズ Dark Skies                        | ダグ・ハンナ             | ブレット・ジマーマン エディ・ジェイミソン アメリカ・オリーヴォ | 2023.4.2       |
| 9  | 心の奥 Out of Sight, Out of Mind                 | ジェイ・ヘルナンデス     | エミー・ナガタ サラ・ジェーン・モリス ディラン・ブルーノ       | 2023.4.16      |
| 10 | 襲撃 Charlie Foxtrot                             | リサ・ロビンソン         | ミシェル・ヒックス マルティン・マルティネス                    | 2023.4.23      |
| 11 | 少女のために Hit and Run                         | デヴィッド・ストラットン | ポール・ブラックソーン                                         | 2023.10.4      |
| 12 | 偽りの友情 Three Bridges                         | デヴィッド・ストラットン | アダム・ワン チェルシー・ギリガン                              | 2023.10.10     |
| 13 | 隠し味は危険 Appetite For Danger                 | ルバ・ナッダ             | サブ・シモノ デニス・オー                                      | 2023.10.17     |
| 14 | 天使の羽 Night Has A Thousand Eyes               | ルバ・ナッダ             | エミリー・アラビ ケイスケ・ホアシ                              | 2023.10.25     |
| 15 | 回収 The Retrieval                               | ベニー・ブーム           | カーク・フォックス アン・レイトン                              | 2023.11.1      |
| 16 | アーミッシュの少年 Suffer Little Children        | ベニー・ブーム           | パトリック・ファビアン                                         | 2023.11.15     |
| 17 | 罪の意識 Consciousness of Guilt                  | ザッカリー・ナイトン     | ジョン・ロヴィッツ                                             |                |